# Яськи (Одесская область)
Яськи (укр. Яськи) — село, относится к Беляевскому району Одесской области Украины. Находится на реке Турунчук (рукав Днестра).
Население по переписи 2001 года составляло 4145 человек. Почтовый индекс — 67642. Телефонный код — 4852. Занимает площадь 8,52 км². Код КОАТУУ — 5121085601.
В селе родился Герой Советского Союза Илья Ткаченко.

## Местный совет
67642, Одесская обл., Беляевский р-н, с. Яськи, ул. Ленина, 53